# Léna Goetsch
Léna Goetsch, née le 7 octobre 1999 à Colmar dans le Haut-Rhin, est une footballeuse française évoluant au poste de défenseur au Dijon FCO.

## Biographie

### Carrière en club
Formée au FC Niederhergheim, au FC Wintzfelden Osenbach 06, puis au FC Vendenheim depuis 2014, Léna Goetsch connaît très tôt la deuxième division française puisqu'elle dispute son premier match à l'âge de 15 ans.
En 2019, elle découvre la Division 1 en signant au Dijon FCO.

### Carrière en sélection
Sélectionnée dans toutes les catégories de jeunes, Léna Goetsch est capitaine de l'équipe de France U17 lors des qualifications à l'Euro U17 en Normandie. À sa surprise, elle est convoquée pour l'Euro U19 2017 en Irlande du Nord, elle atteindra la finale avec la sélection française. Elle participe également à la Coupe du monde U20 en France en 2018.

## Statistiques
| Saison                | Club                  | Championnat           | Championnat | Championnat | Coupe(s) nationale(s) | Coupe(s) nationale(s) | Total | Total |
| Saison                | Club                  | Division              | M.          | B.          | M.                    | B.                    | M.    | B.    |
| 2014-2015             | FC Vendenheim         | Division 2            | 4           | 0           | 0                     | 0                     | 4     | 0     |
| 2015-2016             | FC Vendenheim         | Division 2            | 18          | 1           | 2                     | 0                     | 20    | 1     |
| 2016-2017             | FC Vendenheim         | Division 2            | 17          | 0           | 0                     | 0                     | 17    | 0     |
| 2017-2018             | FC Vendenheim         | Division 2            | 15          | 0           | 0                     | 0                     | 15    | 0     |
| 2018-2019             | FC Vendenheim         | Division 2            | 23          | 0           | 1                     | 0                     | 24    | 0     |
| Sous-total            | Sous-total            | Sous-total            | 77          | 1           | 3                     | 0                     | 80    | 1     |
| 2019-2020             | Dijon FCO             | Division 1            | 15          | 0           | 2                     | 0                     | 17    | 0     |
| Sous-total            | Sous-total            | Sous-total            | 15          | 0           | 2                     | 0                     | 17    | 0     |
| Total sur la carrière | Total sur la carrière | Total sur la carrière | 92          | 1           | 5                     | 0                     | 97    | 1     |

## Palmarès
France -19 ans
- Euro -19 ans
  - Finaliste : 2017